# Jakov Medić
Jakov Medić, né le 7 septembre 1998 à Zagreb en Croatie, est un footballeur croate qui évolue au poste de défenseur central à Norwich City.

## Biographie

### Débuts professionnels
Né à Zagreb en Croatie, Jakov Medić est formé par le club local du Hrvatski Dragovoljac ainsi que par le NK Zagreb avant de rejoindre le Istra 1961, où il commence sa carrière professionnelle. 
Le 28 juin 2018, Jakov Medić rejoint l'Allemagne pour s'engager en faveur du 1. FC Nuremberg. 
Utilisé principalement avec l'équipe réserve de Nuremberg, Medić est prêté au SV Wehen Wiesbaden pour deux saisons lors de l'été 2019. Le transfert est annoncé le 12 juin 2019.
Il joue son premier match sous ses nouvelles couleurs le 13 septembre 2019, lors d'une rencontre de 2. Bundesliga contre le SpVgg Greuther Fürth. Il est titularisé lors de cette rencontre perdue par son équipe (2-1 score final).
Le 11 janvier 2021, le SV Wehen Wiesbaden recrute définitivement Medić. Le défenseur croate signe un contrat courant jusqu'en juin 2024.

### FC St. Pauli
Lors de l'été 2021, Jakov Medić signe avec le FC St. Pauli. Le transfert est annoncé dès le 3 juin 2021. 
Il joue son premier match pour le FC St. Pauli le 25 juillet 2021 lors de la première journée de la saison 2021-2022 de 2. Bundesliga face au Holstein Kiel. Il est directement titularisé et son équipe s'impose par trois buts à zéro. 

### Ajax Amsterdam
Le 6 août 2023, Jakov Medić rejoint les Pays-Bas afin de s'engager en faveur de l'Ajax Amsterdam. Il signe un contrat de cinq ans, soit jusqu'en juin 2028,.
Titularisé dès son premier match avec l'Ajax, le 12 août 2023, lors de la première journée de la saison 2023-2024 d'Eredivisie face à l'Heracles Almelo, Medić se fait remarquer en marquant également son premier but, d'une puissante frappe lointaine, et participe à la victoire des siens (4-1 score final),,.

### VfL Bochum
Le 20 août 2024, Jakov Medić rejoint le VfL Bochum sous la forme d'un prêt d'une saison. Le club dispose d'une option d'achat sur le joueur.